# Hilaire Liebaut
Hilaire Liebaut (Aalst, 21 april 1939) is een Belgisch politicus voor de CD&V en haar voorloper de CVP.

## Levensloop
Liebaut heeft een licentiaat in de geschiedenis en is leraar. Daarnaast is hij actief als voorzitter van de bibliotheken Wasiana en als geschiedschrijver / heemkundige. Hij bracht reeds verschillende publicaties uit, veelal over onderwerpen over het arrondissement Aalst en het Waasland.
Hij was gemeenteraadslid (1971-2000), schepen van o.a onderwijs (1971-1976) en burgemeester van Lokeren (1977-1995). Daarnaast was hij van 1987 tot 2012 provincieraadslid, waarbij hij tevens een tijdlang fractievoorzitter was. Bij de provincieraadsverkiezingen van 2006 behaalde hij 3.781 voorkeurstemmen op de 2de plaats van de kieslijst van het Valentijnskartel CD&V-N-VA in het provinciedistrict Sint-Niklaas.
In 2009 verscheen het huldeboek Het verleden is alomtegenwoordig omtrent zijn persoon van auteurs Nico Van Campenhout en Anne Van Herreweghen in opdracht van de stad Lokeren. In januari 2015 werd hij gelauwerd met de huldemedaille van de provincie Oost-Vlaanderen.
In de periode 2007 tot 2013 cumuleerde hij 4 à 7 mandaten, waarvan 4 à 5 bezoldigd.
Hij is de vader van Filip Liebaut, die eveneens politiek actief is (als schepen te Lokeren en Oost-Vlaams provincieraadslid).